# Adriaan Beverland
Adriaan Beverland (Middelburg, 1650 – Londen, 1716) was een Nederlands filosoof en essayist. Zijn vroegste essays werden door zowel kerkelijke als wereldlijke autoriteiten sterk gekritiseerd. Hij werd in 1679 gearresteerd en veroordeeld. In 1680 verliet hij de Republiek en vestigde  zich in Engeland.

## Jeugd en studie
Adriaan Beverland was de derde zoon van Johannes Beverland (overleden 1654) en Catarina van Deijnse (overleden 1665). Na de dood van zijn vader hertrouwde zijn moeder met Bernard de Gomme (1629-1685), een  Nederlands militair ingenieur die  in dienst was van zowel Karel I als Karel II. In 1660 vestigt dit paar zich in Engeland waar de Gomme de verantwoordelijkheid krijgt voor het onderhoud aan alle kastelen en forten van Karel II in Engeland en Wales. 
Adriaan Beverland bleef in Middelburg en werd tijdens zijn opleiding aan de Latijnse school ondergebracht bij familie. Vanaf 1669 studeerde hij 'Philosophiae theoreticae et litterarum humanorium', een lespakket dat vooral bestond uit de vakken wiskunde, welsprekendheid, oude talen, geschiedenis en wijsbegeerte aan de universiteiten van Utrecht, Leiden en Franeker. Hij verbleef ook een jaar in Oxford. In 1676 verkreeg hij zijn deel van een aanzienlijke erfenis en begon een omvangrijke bibliotheek en kunstcollectie op te bouwen. Die collectie zou uiteindelijk ook door toenmalige  bibliofielen zeer begeerde banden van onder meer de afzetter Dirk Jansz van Santen en Jean Grolier de Servières bevatten. In deze periode raakte hij bevriend met Nicolaas Heinsius, Isaac Vossius  en Jacobus Gronovius.
In 1677 kreeg hij een doctoraat in de rechten van de universiteit van Utrecht. In zijn filologische studies richtte hij zich vooral op de klassieke oudheid en klassieke literatuur. Beverland had een fenomenale beheersing van met name Latijn.

## Eerste essays

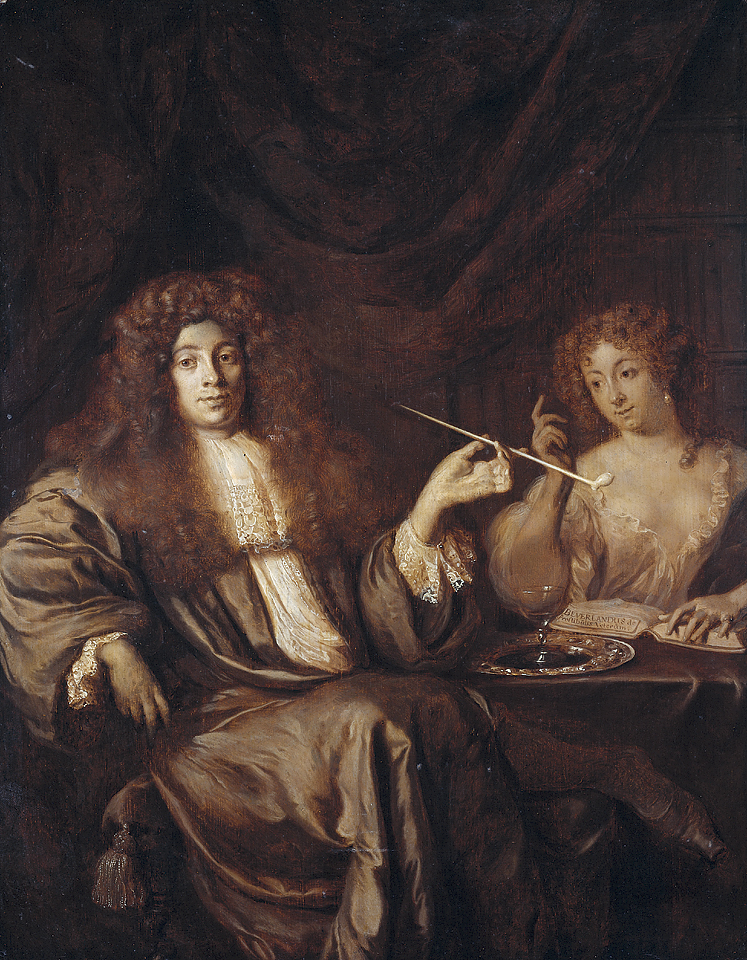
Portret van Adriaan Beverland met een prostituee van Ary de Vois. 1676. Voor de dame ligt het opengeslagen boek De prostibulis veterum

Hij was bovenal geïnteresseerd in seksualiteit en studeerde alles wat hij kon vinden over dit onderwerp.  Vanaf de vroege jaren 1670 begon hij te werken aan wat een werk in drie delen moest worden De prostibulis veterum  (Over de prostitutie in de Oudheid) waarin hij seksualiteit vanuit vele verschillende historische, literaire en culturele achtergronden zou beschrijven. Hij kritiseerde de negatieve benadering van seksualiteit in de christelijke samenleving van zijn tijd. Hij was overtuigd dat seksuele verlangens een dominante drijfveer in het menselijk handelen was. In zowel de klassieke literatuur als in die van zijn eigen tijd zocht hij naar fragmenten en citaten die dat zouden illustreren. In 1678 publiceerde hij met De peccato originale (Over de erfzonde) een eerste aanzet daartoe.
Hierin betoogde hij dat het bijbelse verhaal van Adam en Eva en hun verdrijving uit het Hof van Eden niet letterlijk genomen diende te worden, maar gelezen moest worden als een allegorie. Adam en Eva zouden tegen de wil van God  seks hebben gehad met elkaar en dit was dan ook de reden voor hun verdrijving uit het paradijs. Zijn stelling in dit werk was dan ook dat de erfzonde bestaat uit seksuele lust en dat seksuele verlangens na deze zondeval de alles overheersende factor is in het menselijk handelen. Alle afstammelingen van Adam en Eva, jong en oud, christen of ketter, man of vrouw werden altijd beheerst door seksuele driften. In zijn studies liet Beverland dan zien hoe mensen vanaf de Oudheid tot aan zijn tijd niet konden ontkomen aan deze seksuele vloek.
Het werk werd op een bijeenkomst van de Gereformeerde Kerk bestempeld als smerig en godslasterlijk. In 1697 publiceerde Beverland een tweede iets gekuiste editie, maar waarin ook dezelfde stelling opnieuw geformuleerd wordt. In hetzelfde jaar publiceerde hij ook De Stolatae Virginitatis Iure , een verhandeling over de vrouwelijke lust.

## Arrestatie en vonnis
Een synode van de Gereformeerde Kerk verzocht de Staten van Holland en West-Friesland handelend tegen Beverland op te treden. Op dat moment stond Beverland nog ingeschreven als student aan de universiteit van Leiden. De Staten was van oordeel dat de eigen rechtbank van de universiteit de kwestie moest beoordelen. Beverland werd eind oktober 1679 gearresteerd. In de vijf weken die hij in de gevangenis moest doorbrengen slaagde hij erin een nieuw werk, Poma amoris, (Vruchten der liefde) uit te brengen. Naar het oordeel van de rechtbank had Beverland een aantal godslasterlijke, perverse werken geschreven. Hij werd veroordeeld tot het betalen van de kosten van het proces, een boete en diende God om vergeving verzoeken. Daarnaast werd hem echter de toegang tot de universiteit ontzegd, werd hij verbannen uit de provincies Holland en West-Friesland en Zeeland en diende hij het materiaal met betrekking tot het schrijven van De prostibulis veterum  over te dragen. Beverland vestigde zich in Utrecht. Hij voelde zich daar echter, mede door zijn eigen libertijnse leefstijl, niet op zijn gemak en vertrok in 1680 naar Engeland.

## Verblijf in Engeland

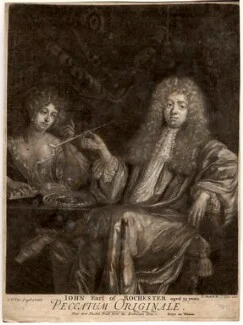
Mezzotint van Adriaan Beverland door Isaac Beckett, gebaseerd op het schilderij van Ary de Vois, 1685. Exemplaren van deze prent waren aanwezig in de nalatenschap van nogal wat personen uit de kring van bekenden van Beverland in Engeland. Daaronder was bijvoorbeeld ook Samuel Pepys. De duidelijk vermelde titel van de prent, De peccato originale (Over de erfzonde) laat aan duidelijkheid niets te wensen over. Het is mogelijk dat deze prent de functie heeft gehad van wat nu een visitekaart is

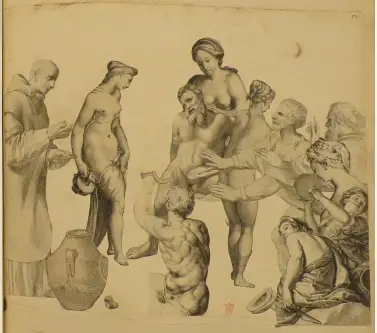
Collage van Beverland in zijn manuscript "Crepundia Lugdunensia"

Voor zijn vertrek was Beverland ondanks het vonnis van de rechtbank er toch in geslaagd kopieën van delen van De prostibulis veterum naar Engeland te zenden. De eerste jaren van zijn verblijf daar werkt hij ook verder aan dit werk. Hij slaagde er echter niet in het te voltooien. Het is ook nooit gepubliceerd. Hij verkeerde in een kring met mensen als Hans Sloane, John Vaughan, derde Earl of Carbery en de ook in Engeland verblijvende Isaac Vossius. Beverland was onder meer de bibliothecaris van Vossius en trad ook op als agent bij in- en verkoop van boeken van Vossius. Hierdoor had hij ook goede contacten met Constantijn Huygens jr. die meerdere ontmoetingen met hem in zijn dagboek vermeldt. 
Hij schreef commentaren op werken van klassieke auteurs zoals de epigrammen van Martialus, de satires van Juvenalis en de De Rerum Natura van Lucretius.  
Beverland had verder de gewoonte om uit boeken, etsen en gravures van zijn verzamelingen afbeeldingen te knippen en daarvan een collage te maken. Deze collages voegde hij dan samen met aantekeningen over zijn opvattingen. Er zijn twee manuscripten met deze werkwijze van hem bewaard gebleven, "Inscriptiones Singulares" en "Crepundia Lugdunensia". Het eerste manuscript, in bezit van de Bodleian Library, handelt over het thema dood en vergankelijkheid. Het tweede, in bezit van de British Library, handelt over seks. Het waren zelf verzonnen en gemaakte scenes over verhalen uit vaak de Oudheid  die Beverland ergens had gelezen, maar die nog nooit ergens in de beeldende kunst waren weergegeven. 
Na het overlijden van zijn stiefvader in 1685 en dat van Vossius in 1689 wilde Beverland naar de Republiek terugkeren. Het was vooral zijn rol in de verkoop van de bibliotheek van Vossius die het mogelijk maakte dat de universiteit van Leiden hier het grootste deel van verwierf. Hij kreeg daarvoor een pardon in 1689  van Willem III die zijn verbanning ophief. Daarnaast schreef hij een nieuw werk  De fornicatione cavenda admonitio   ( Waarschuwing tegen onkuisheid die vermeden dient te worden ) met de bedoeling de nog vijandige houding in de Republiek tegen hem te doen keren. Beverland veinst hier een totale ommekeer; hij beweert van zichzelf dat hij de aangewezen persoon is om de jeugd op het rechte pad te brengen "hij kent immers de dwaallichten van de lust". De toonzetting in het werk was zodanig satirisch dat vrijwel niemand die er kennis van nam het als oprechte verontschuldigingen serieus nam. Beverland besloot dan ook in Engeland te blijven 
Vanaf ongeveer 1692 kwam Beverland in financiële problemen. Hij werd gedwongen een aanzienlijk deel van zijn verzamelingen te verkopen. In 1693 verkocht hij zijn eigen bibliotheek van ruim 3300 titels geheel aan Charles Spencer, 3rd Earl of Sunderland, inclusief de banden van Van Santen en de Grolieri.  Daarnaast ging hij in toenemende mate aan waanideeën leiden. Beverland was enkele jaren na zijn aankomst in Engeland gaan samenwonen met Rebecca Tibbith, een bediende van Vossius. De laatste vijftien jaar van zijn leven was Beverland ervan overtuigd dat er door zijn vijanden maar ook door vrienden en zijn partner voortdurend samenzweringen en plots tegen hem beraamd werden. Hij beschreef die samenzweringen en plots in de " Perin del Vago correspondentie ", waarin hij zelfgeschreven brieven ontving van een fictieve Perin del Vaga, die hij vervolgens publiceerde. Hij identificeert twee namen in die brieven; de verzamelaar John Garford en de uitgever  Pierce Tempest. Ook in die brieven blijft het onduidelijk wat die personen hem dan zouden hebben aangedaan.

## Afbeeldingen
Beverland heeft meerdere malen kunstenaars opdracht gegeven een portret van hem te maken. Enkele keren was het resultaat gebaseerd op het schilderij van Ary de Vois. Het hieronder getoonde schilderij van Godfrey Kneller was onderdeel van de strategie om na het pardon door Willem III naar de Republiek te kunnen terugkeren. Hier wordt Beverland afgebeeld als een bedaarde, wijzer geworden man die spijt heeft van zijn eerdere daden.  

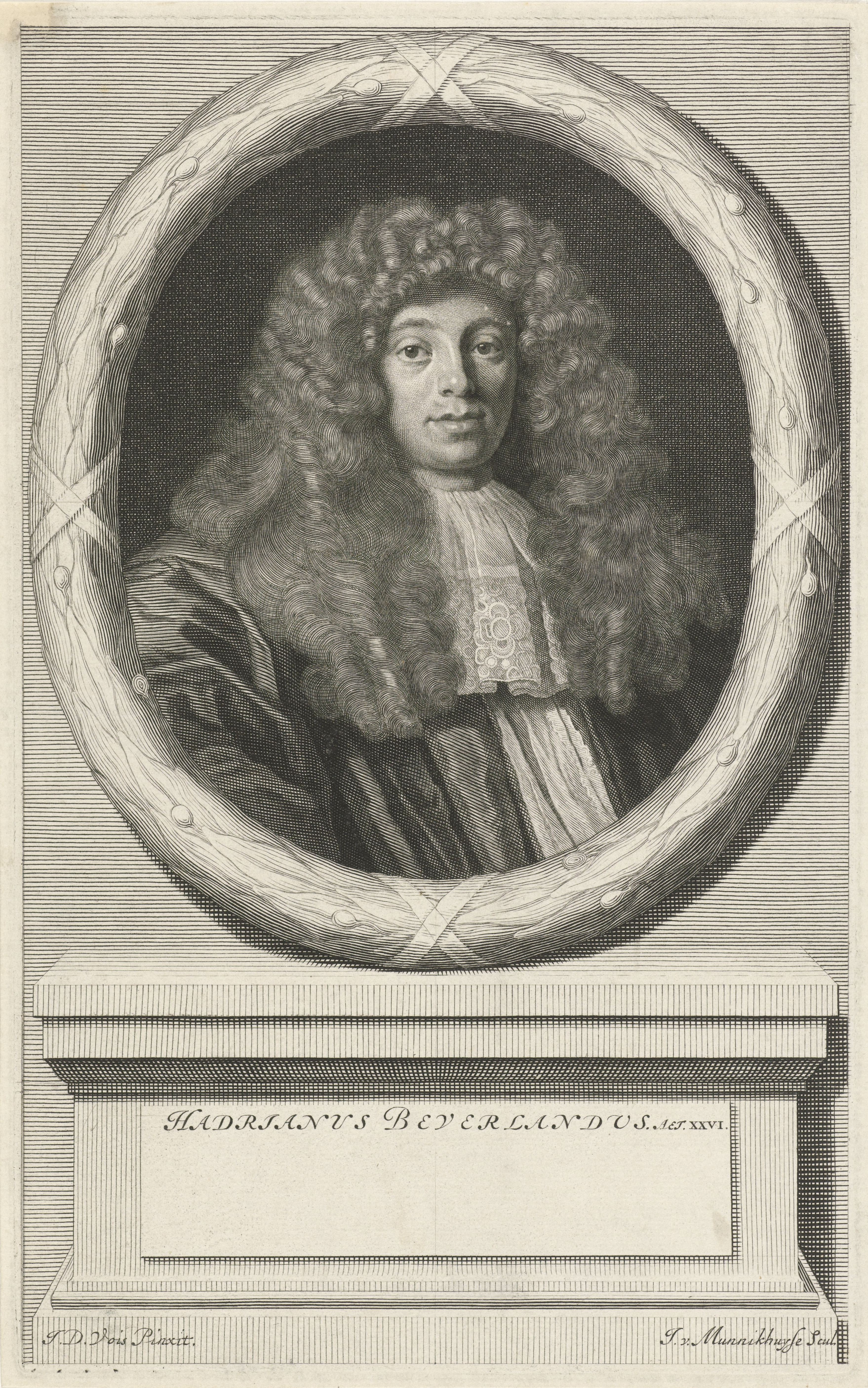
Portret van Adriaan Beverland door Johannes Willemsz. Munnickhuysen. ((1676-1680). Het gezicht van Beverland is vrijwel identiek getekend als op het schilderij van Ary de Vois.
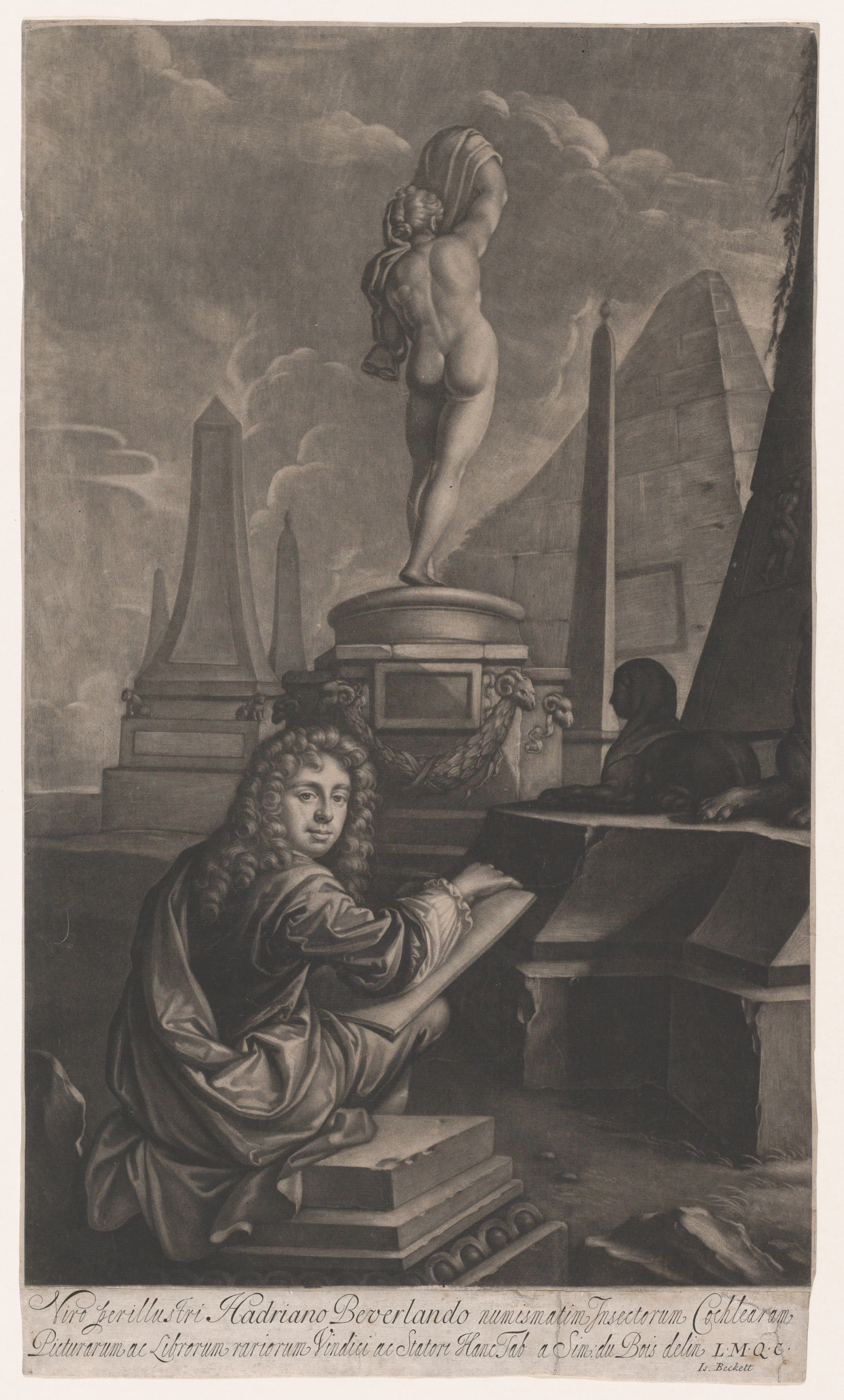
Adriaan Beverland tekent een standbeeld van Venus. Prent van Isaac Beckett.(1687)
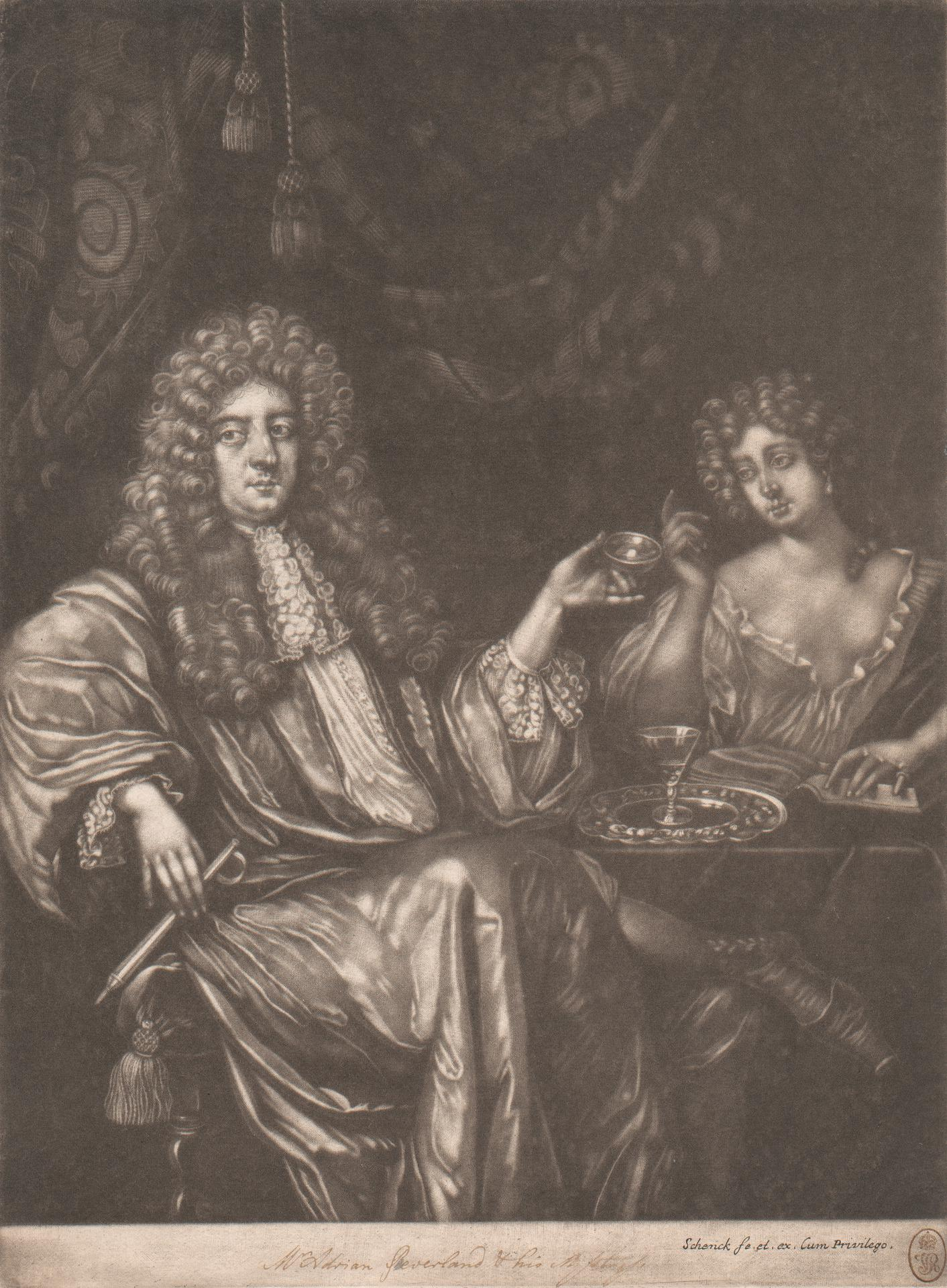
Een mezzotint gebaseerd op de bij het artikel getoonde mezzoprint van Isaac Beckett door Pieter Schenck.
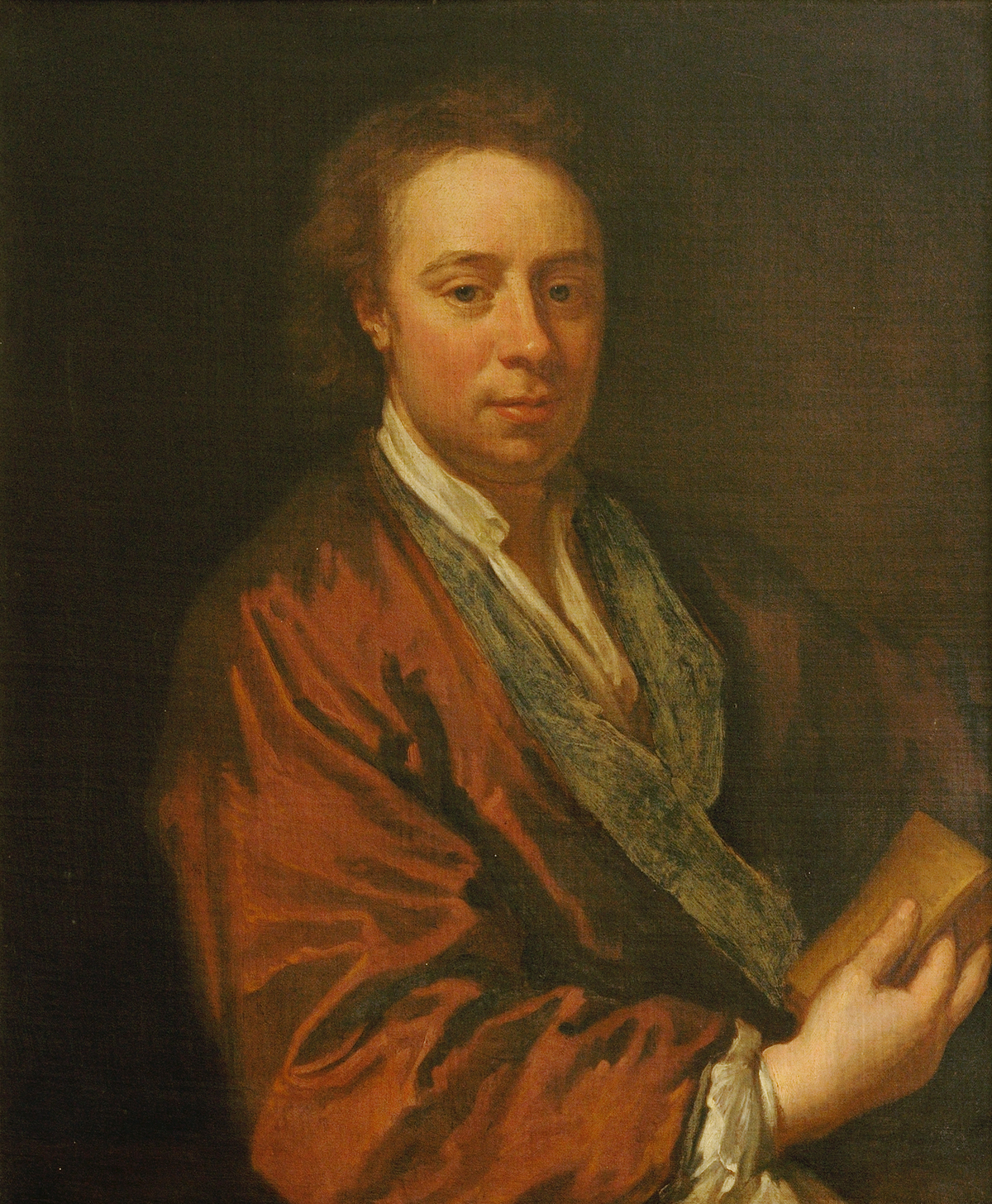
Schilderij van Adriaan Beverland door Godfrey Kneller ( 1689).

- Bibliothèque nationale de France: cb12263680w (data)
- Gemeinsame Normdatei: 118897802
- International Standard Name Identifier: 0000 0001 1577 0663
- Library of Congress Control Number: n81050802
- Nationale Bibliotheek van Tsjechië: ola2008481355
- Nationale Bibliotheek van Israël: 987007302563005171
- Nederlandse Thesaurus van Auteursnamen: 339745584
- Système universitaire de documentation: 031419119
- Trove: 1116556
- Virtual International Authority File: 88050917
- WorldCat: E39PCjCXYM6yYfXq3BKQGh6rD3